# Västra muren

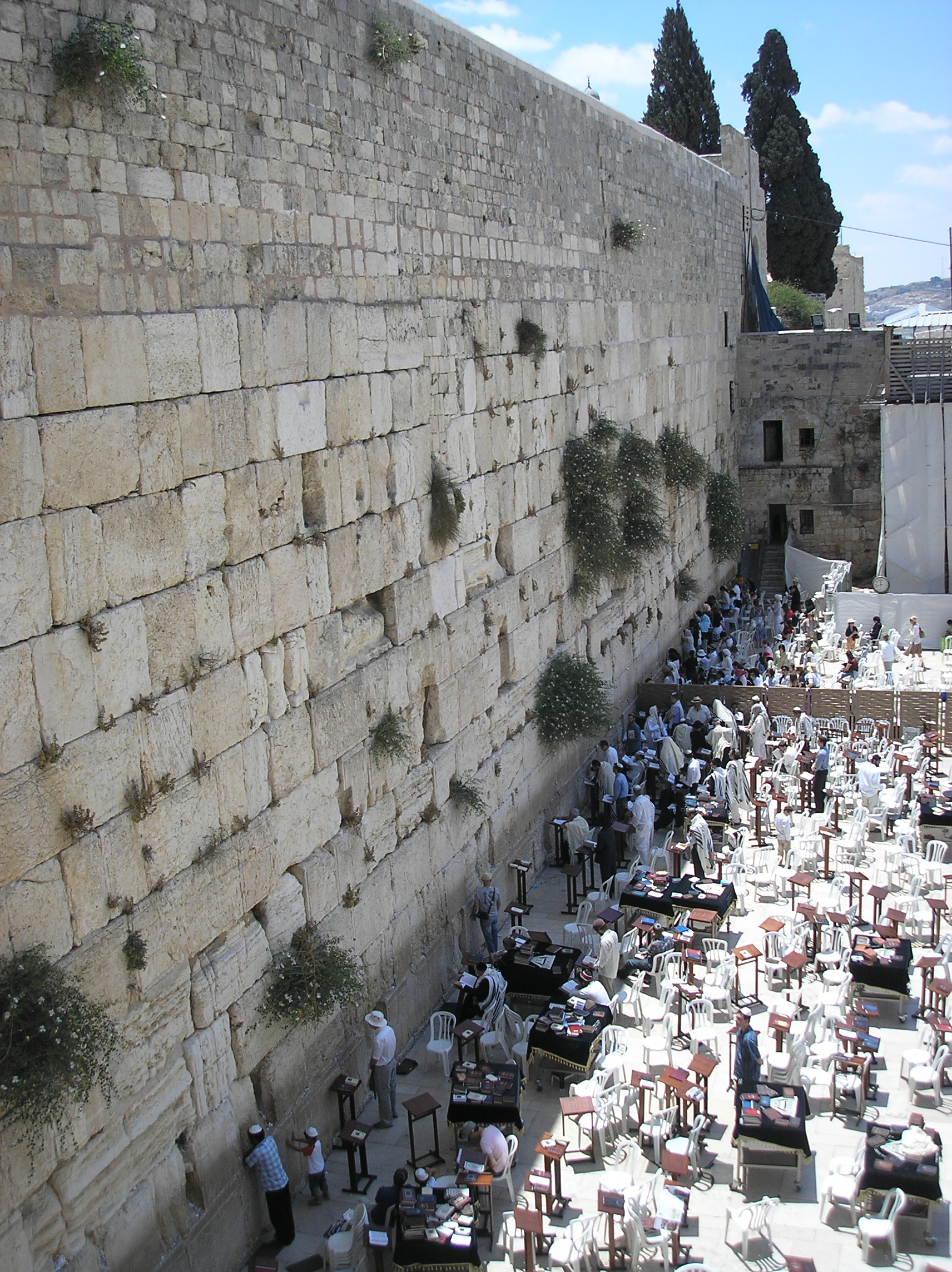
Västra muren

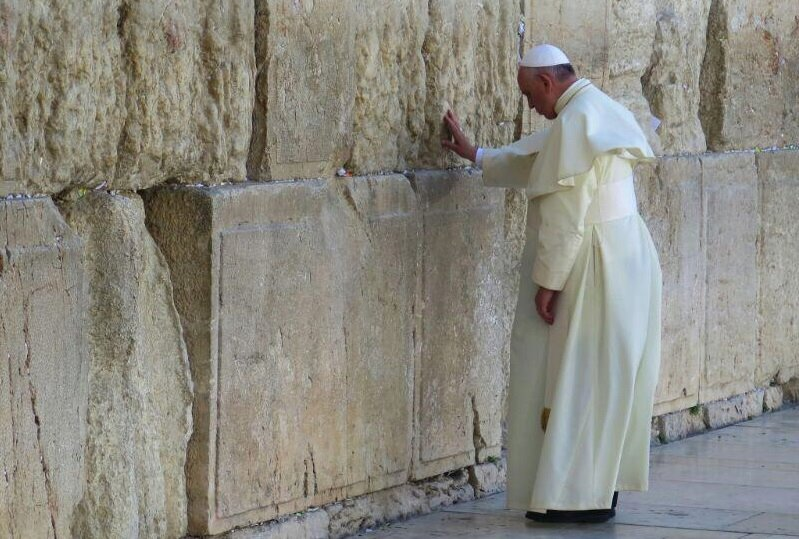
Påven Franciskus vid Västra muren 2014.

Västra muren (hebreiska: הכותל המערבי, HaKotel HaMa'aravi) i Jerusalem är en del av tempelbergets stödmur. Platsen är helig för judar och muslimer och besöks av människor från hela världen. Muren är i västvärlden även känd som Klagomuren och i den islamiska traditionen som Al-Buraq-muren.

## Judisk tradition
Enligt Bibeln byggdes Salomos tempel på toppen av Tempelberget under 900-talet f.Kr. och förstördes av babylonierna år 586 f.Kr. när Nebukadnessar II erövrade Jerusalem. Det andra templet byggdes år 516 f.Kr. och kallas ibland Serubabbels tempel. Omkring 19 f.Kr. lät Herodes den store inleda ett massivt expansionsprojekt på Tempelberget. Han utökade området, vilket medförde en utvidgad plattform. Västra muren ingick i denna plattform. Herodes tempel förstördes av romarna liksom övriga Jerusalem år 70 e.Kr. under det första judisk-romerska kriget.
Den judiska traditionen lär att Västra muren uppfördes av kung David och att muren man ser i dag byggdes på hans grund. Enligt Mishna låg Västra muren, av samtliga fyra väggar på Tempelberget, närmast det Allra heligaste; därför anses bön vid muren vara särskilt fördelaktig. Många besökare sticker in papperslappar med skriftliga böner i sprickorna i muren. I alla tider har judar samlats vid muren för att uttrycka tacksamhet till Gud eller be om gudomlig barmhärtighet. Enligt judisk lag bör man känna sorg och slita itu sina klädesplagg när man besöker Västra muren och ser den ödelagda tempelplatsen. Det finns en tradition som säger att när vatten börjar strila genom stenarna i muren är det ett tecken på att Messias ankomst är nära.

## Benämning i västvärlden
"Klagomuren" kommer från det engelska begreppet Wailing Wall som myntades av britterna efter deras erövring av Jerusalem från osmanerna 1917. Under 1800-talet då europeiska resande först började besöka Palestina benämndes den öppna platsen framför Västra muren vanligen "judarnas klagoplats", som var en översättning av muslimernas benämning El Mabka, gråteplatsen. Judarna sörjde där förlusten av sitt tempel på tempelberget.

## Muslimsk tradition
Bland muslimer är muren känd som Al-Buraq, grundat på en tradition som säger att detta var den plats där profeten Muhammed på 600-talet e.Kr. under den nattliga resan tjudrade sin bevingade häst Buraq. Muslimerna anser att Västra muren tillhör Al-Aqsamoskén.